# Bézéril
Bézéril település Franciaországban, Gers megyében. Lakosainak száma 106 fő (2022. január 1.). Bézéril Lahas, Noilhan, Polastron, Saint-André, Saint-Soulan és Samatan községekkel határos.

## Népesség
A település népességének változása:
| Lakosok száma | 123  | 113  | 107  | 98   | 125  | 126  | 128  | 129  | 122  | 106  |
|               | 1968 | 1982 | 1990 | 2006 | 2013 | 2015 | 2017 | 2019 | 2020 | 2022 |